# Богиня-мать

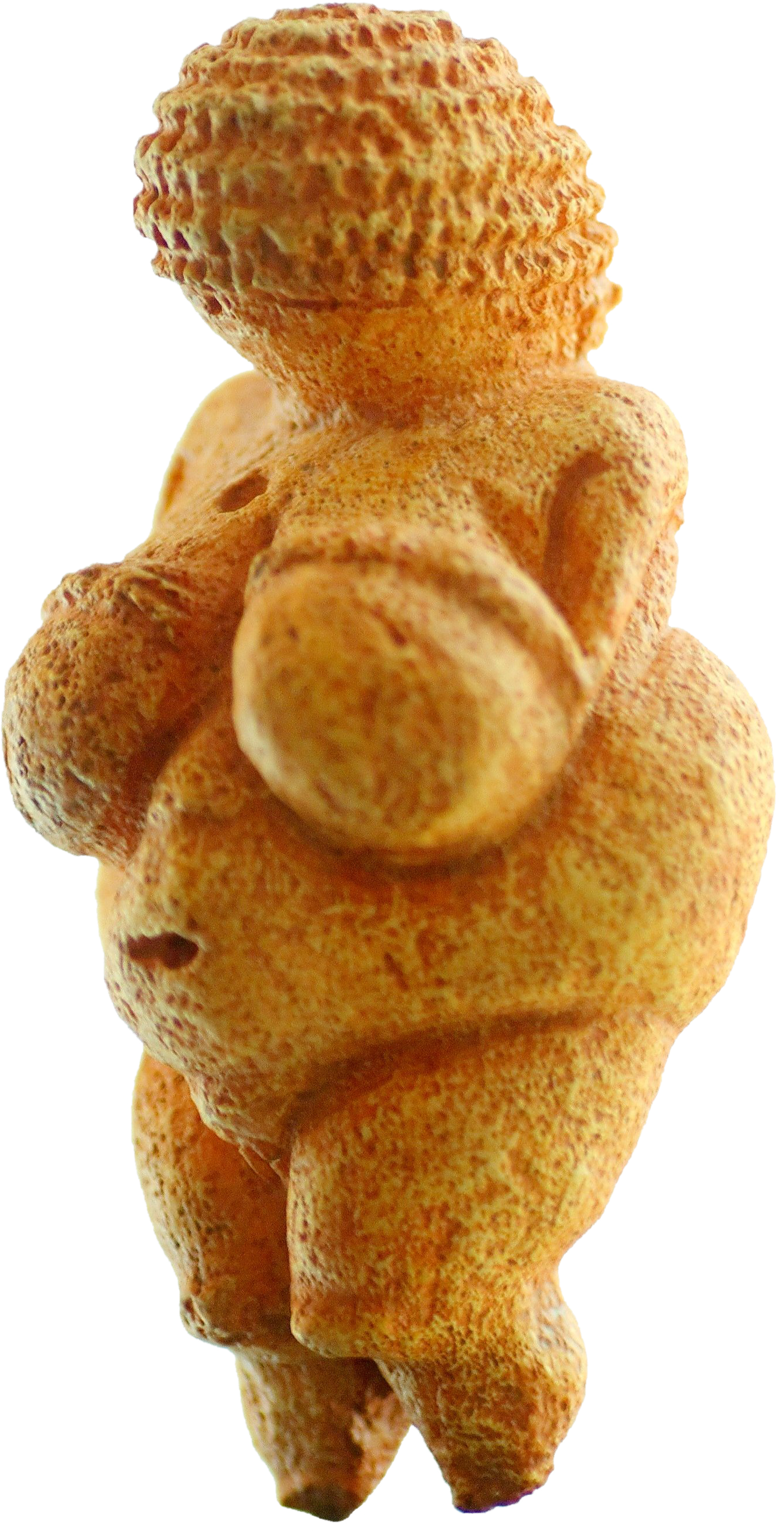
Венера Виллендорфская, женская статуэтка возрастом около 29 500 лет, обнаруженная в одном из захоронений граветтской культуры верхнего палеолита

Богиня-Мать, Великая Мать, Великая Богиня — согласно преобладавшему в течение некоторого времени мнению исследователей, главное женское божество во многих религиях и мифологиях мира. В современной науке рассматривается как устаревшая теория.

## Научная теория
Идея Богини-Матери, также называемой Великой Матерью или Великой Богиней, доминировала в представлениях современных учёных в нескольких областях. Образ Богини-Матери происходит из трудов Иоганна Якоба Бахофена. В 1861 году он опубликовал своё знаменитое исследование Das Mutterrecht, в котором развил свою теорию о том, что человеческое общество развивалось от гетеризма, характеризующегося неограниченными сексуальными отношениями, к матриархату, в котором обществом женщины управляли, и, наконец, к самой продвинутой стадии — патриархату. Параллельно, по мнению Бахофену, прогрессировала и религиозная практика, от веры в Богиню-Мать к более продвинутой вере в Бога-Отца: «Где бы мы ни сталкивались с матриархатом, он связан с таинством хтонической религии, независимо от того, призывает ли она Деметру или воплощается эквивалентной богиней». Бахофен считал, что матриархальная форма социальной организации произошла от религий материнских мистерий. Начиная с Бахофена, современные теории Богини-Матери сформированы современными культурными представлениями о гендере. Историк Линн Роллер считает, что «многие дискуссии о Богине-Матери опираются на современные проекции того, что должно быть, а не на древние свидетельства, определяющие, кем она была». При этом Бахофен акцентирует внимание на необходимости освободиться от культурных предрассудков своего времени, если человек действительно стремится понять эти древние культуры.
Уильям Рамсей, археолог конца XIX века, который был первым исследователем, продемонстрировавшим, что главным божеством Фригии была Богиня-Мать, во многом опирался на теорию Бахофена. Как и у Бахофена, понимание Рамсеем национального характера матриархального дофригийского общества основано на спорных доказательствах и опирается на стереотипно женские характеристики. Он описывает матриархальное дофригийское общество как «восприимчивое и пассивное, а не самоуверенное и активное». Для Рамсея «женский» характер служит объяснением, почему данная культура была завоёвана мужественными, воинственными фригийцами с их мужскими божествами. Конструкции древних матриархальных обществ, которые неотделимы от «прославления женского элемента в человеческой жизни», похожи на стереотипы женственности, которые приняты в современном обществе, но не обязательно были присутствовали в дофригийской культуре. Многие последующие исследователи также разделяли представления о стереотипной женственности Богини-Матери. По мнению Роллер, многие из концепций Богини-матери исходят из «иудео-христианского образа любящей, заботливой матери, подчинённой своему мужу и тесно связанной со своими детьми».
Идея Богини-Матери как изначального божества может быть прослежена до теории культуры XIX века, поддержанной Зигмундом Фрейдом и Карлом Юнгом, а, возможно, раньше.
Среди учёных, особенно в 1960-х и 1970-х годах, наблюдалось стремление найти период в далёком прошлом, когда женщины не были второстепенными, женская сила восхвалялась, а всеобъемлющая Богиня-Мать была главным божеством.

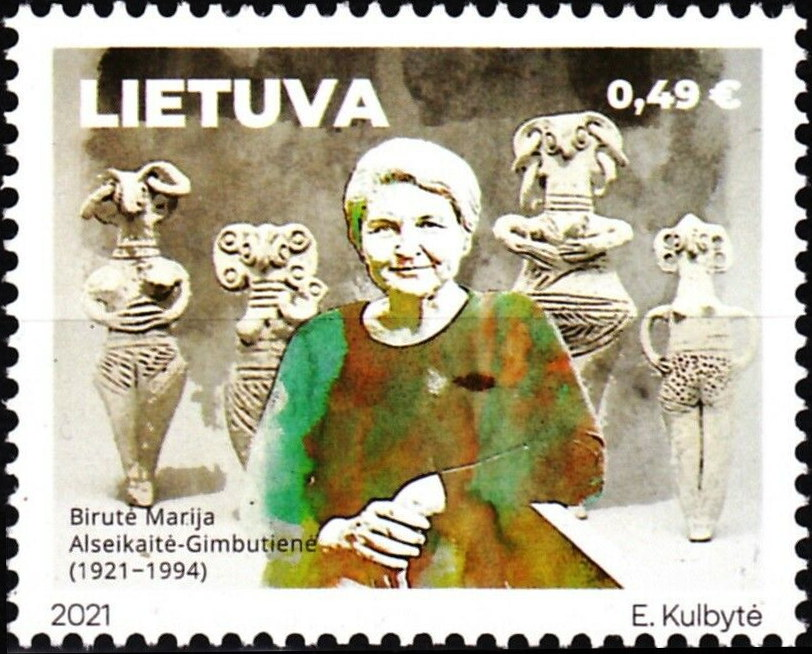
100 лет со дня рождения Марии Гимбутас, почтовая марка Литвы, 2021. Исследовательница на фоне изображения женских статуэток

Современное проявление идеи Богини-матери получило значительный импульс в работах американского археолога и культуролога Марии Гимбутас (1974, 1989, 1991). Она рассматривала раннее неолитическое общество как эгалитарное, матриархальное, матрилинейное и сосредоточенное на поклонении Богине-Матери, о чём, по её мнению, свидетельствуют женские фигурки, найденные в неолитических памятниках на Ближнем Востоке и в Восточном Средиземноморье. Лишь немногие археологи поддерживают её идею по ряду причин, отмечая, что образ Богини-Матери является предположением, а не теорией, и однозначно не является доказанным тезисом. Критики утверждают, что Гимбутас смешивает современный миф, феминистскую идеологию и не подкреплённую клиническими исследованиями психологическую теорию, искусственно конструируя архетип Богини-матери. Собственная работа Гимбутас включала раскопки в Ахиллионе (Фессалия). Рецензенты этой работы указывают на проблемы с размером выборки (четыре исследованных участка 5 × 5 м на склоне холма), неверным использованием методов датирования, отсутствием разъяснения использованной полевой методологии, систем регистрации или отсутствием таковых, отсутствием чётких критериев для различения внутреннего и внешнего контекстов, типологии, статистики.
Учёные имели тенденцию использовать ярлык «Богиня-Мать» для всех женских фигурок, найденных на археологических памятниках. Это было во многом связано с представлениями о поклонении богиням плодородия как важной части сельскохозяйственных культур по всему миру, а также с тенденцией рассматривать древние останки через призму позднего индуизма, в котором поклонение богине занимало важное место. Однако в позднейшее время учёные всё больше осознают стилистические и технические различия между наборами женских фигурок. Кроме того, все богини не обязательно были частью единого культа богини, и не все древние богини обязательно были связаны с материнством. В свете таких проблем термин «Богиня-Мать» предлагается заменить более длинной, но более нейтральной фразой — «женские фигурки с вероятным культовым значением». Это не означает, что ни одна из этих фигурок не могла иметь религиозного или культового значения. Возможно, что некоторые из них были либо изображениями, которым поклонялись, либо вотивными подношениями, которые были частью домашнего культа или ритуала. Помимо формы, решающее значение имеет контекст, в котором они были найдены.
Так, фигурки из Чатал-Хююка в ранних работах, включая исследования археолога Джеймса Мелларта рассматривались как репрезентативные и религиозные, относящиеся к культу Богини-Матери. С 1993 года раскопки возобновились, теперь их возглавляет Иэн Ходдер совместно с Линн Мескелл в качестве руководителя Стэнфордского проекта по изучению фигурок. Эта группа пришла к иным выводам, нежели Гимбутас и Мелларт. При более верной количественной оценке лишь немногие из фигурок можно считать явно женскими. Кроме того, изучение контекста их размещения показывает, что объекты не находятся в «особых» местах, а были выброшены, часто в мусорные кучи. Исследование материала фигурок Крисом Доэрти показало, что они сделаны из местных мергелей и были не обожжены или слабо обожжены. Многие сохранились только потому, что были случайно сожжены в очагах и кострах. Таким образом, все свидетельства говорят о том, что эти объекты не принадлежали к отдельной религиозной сфере. Скорее, важен был процесс их ежедневного производства, а не их созерцание как религиозных символов. Они интерпретируются как на относящиеся к повседневному уровню.
В целом отмечается, что поклонение заботливой Богине-Матери, которая надзирает за космологическим творением, плодородием и смертью, не обязательно подразумевает или отражает мирный матриархат и женскую власть в обществе.
Популярная теория архетипического культа плодородия Богини-Матери, предположительно существовавшего до возникновения патриархата и угнетения женщин, опровергается археологом Лотте Моц.

## В современной культуре

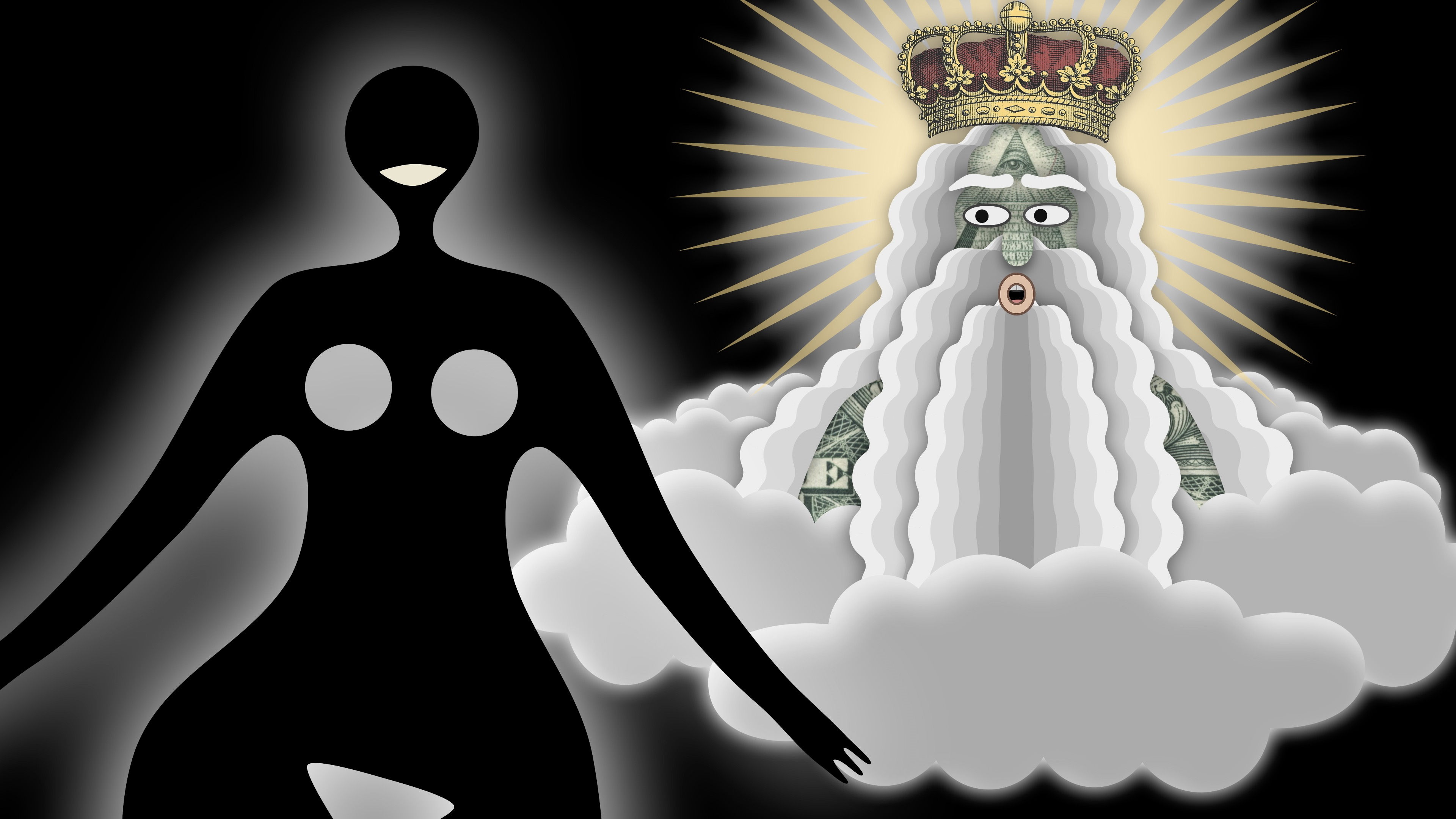
Бог-Отец и Богиня-Мать, Нина Пэйли

Идея Богини-Матери больше не является актуальной научной теорией, однако вопрос о Богине-Матери может рассматриваться как основополагающий для современного изучения женщин в древнем мире и продолжает оставаться примером для проблем, которые возникают при изучении женщин в древности, к которым относятся таинственные образы, оторванные от своих контекстов, научные предубеждения и мотивы и противоречивые интерпретации скудных и фрагментарных свидетельств. Выйдя за пределы науки, миф сохраняет большую привлекательность, о чём свидетельствует, в частности, «туризм богинь» в Средиземноморье.
В новейшее время получило распространение Движение Богини, включающее духовные верования или практики, в основном неоязыческие. Эти идеи возникли преимущественно в Северной Америке, Западной Европе, Австралии и Новой Зеландии в 1970-х годах. Движение сформировалось в качестве реакции на осмысление преобладающей организованной религии как связанной с мужским доминированием.